# Journée du patrimoine finlandais
La Journée du patrimoine finlandais est célébrée en Finlande le 12 mai, ce qui correspond au jour de la naissance de Johan Vilhelm Snellman. Elle honore ainsi la mémoire de celui qui a permis la reconnaissance du finnois comme langue officielle. À l'occasion du centenaire de la naissance de Snellman en 1906, l'écrivain Johannes Linnankoski a exhorté à changer les noms de famille étrangers en noms finlandais; en conséquence, dans le supplément au Journal officiel du 12 mai 1906, quelque 24 800 personnes ont annoncé avoir changé leur nom de famille en nom finlandais.
Cette journée a d'abord été celle de Johan Vilhelm Snellman, recommandée comme journée de commémoration nationale dans les années 1920. Mais c'est seulement en 1952 que cette journée est reconnue et célébrée officiellement dans l'almanach finlandais. La journée de Snellman devient la Journée du patrimoine finlandais en 1978.
C'est un jour où l'on fait traditionnellement flotter le drapeau de la Finlande, tout comme lors des jours officiels.